# Air Molek I
Air Molek I is een bestuurslaag in het regentschap Indragiri Hulu van de provincie Riau, Indonesië. Air Molek I telt 6840 inwoners (volkstelling 2010).